# Lista chorążych reprezentacji Dominikany na igrzyskach olimpijskich
Lista chorążych reprezentacji Dominikany na igrzyskach olimpijskich – lista zawodników i zawodniczek reprezentacji Dominikany, którzy podczas ceremonii otwarcia nowożytnych igrzysk olimpijskich nieśli flagę Dominikany.

## Chronologiczna lista chorążych
| Lp. | Rok i miejsce     | Chorąży                | Dyscyplina           |
| --- | ----------------- | ---------------------- | -------------------- |
| 1   | 1964, Tokio       | Alberto Torres         | Lekkoatletyka        |
| 2   | 1968, Meksyk      | b.d.                   |                      |
| 3   | 1972, Monachium   | b.d.                   |                      |
| 4   | 1976, Montreal    | b.d.                   |                      |
| 5   | 1980, Moskwa      | b.d.                   |                      |
| 6   | 1984, Los Angeles | Pedro Nolasco          | Boks                 |
| 7   | 1988, Seul        | b.d.                   |                      |
| 8   | 1992, Barcelona   | b.d.                   |                      |
| 9   | 1996, Atlanta     | Joan Guzmán            | Boks                 |
| 10  | 2000, Sydney      | Wanda Rijo             | Podnoszenie ciężarów |
| 11  | 2004, Ateny       | Félix Sánchez          | Lekkoatletyka        |
| 12  | 2008, Pekin       | Félix Sánchez          | Lekkoatletyka        |
| 13  | 2012, Londyn      | Yulis Gabriel Mercedes | Taekwondo            |
| 14  | 2016, Rio         | Leguelin Santos        | Lekkoatletyka        |